# 山本タカト
山本 タカト（やまもと たかと、1960年 - ）は、秋田県出身の画家。東京造形大学絵画科卒業。「浮世絵ポップ様式」、さらにそれを発展させた「平成耽美主義」と呼ばれる独特の画風で知られる。
東京イラストレーターズ・ソサイエティ会員。国際浮世絵学会会員。

## 作品

### オリジナル画集
緋色のマニエラ
トレヴィル刊、1998年
エディシオン・トレヴィル刊、2001年、復刻版
エディシオン・トレヴィル刊、2007年、再復刻版
ナルシスの祭壇
エディシオン・トレヴィル刊、2002年
エディシオン・トレヴィル刊、2007年、復刻版
ファルマコンの蠱惑
エディシオン・トレヴィル刊、2004年
エディシオン・トレヴィル刊、2007年、復刻版
殉教者のためのディヴェルティメント
エディシオン・トレヴィル刊、2006年
ヘルマフロディトゥスの肋骨
エディシオン・トレヴィル刊、2008年
キマイラの柩
エディシオン・トレヴィル刊、2010年
幻色のぞき窓
芸術新聞社刊、2010年
ネクロファンタスマゴリア
エディシオン・トレヴィル刊、2012年
ノスフェラトゥ NOSFERATU
エディシオン・トレヴィル刊、2018年
山羊のいる庭で
芸術新聞社刊、2021年
ジャポネステティーク
エディシオン・トレヴィル刊、2021年

### デジタル画集
美少年の夜
イーストプレス刊、2001年
美少女の夜
イーストプレス刊、2001年
怪奇の夜
イーストプレス刊、2001年